# 藤原通任
藤原 通任（ふじわら の みちとう）は、平安時代中期の公卿。藤原北家小一条流、大納言・藤原済時の子。官位は正三位・権中納言。

## 経歴
寛和2年（986年）従五位下に叙爵。侍従や左兵衛佐・右近衛少将等の武官を務め、この間の正暦6年（995年）従四位下に叙せられる。長徳2年（996年）春宮権亮に任ぜられ、姉・娍子が春宮妃として入内していた皇太子・居貞親王（のちの三条天皇）に仕える一方、右馬頭・讃岐権守を歴任する。
寛弘8年（1011年）6月の三条天皇の即位と同時に蔵人頭に任ぜられると、同年12月従四位上・参議に叙任されて、先任の頭で右大弁を兼ねていた源道方を越えて公卿に昇格する。さらに翌寛弘9年（1012年）正月には前春宮権亮の功労として一挙に三階昇進して従三位に叙される等、三条朝に入ると急速に昇進を果たす。同年4月には姉・娍子が三条天皇の皇后に立てられる事となり、通任は皇后の弟として立后の儀式に参加する。しかし、左大臣・藤原道長の妨害により、当時30人近くいた公卿の内で儀式が行われる内裏に集まったのは、通任の他に藤原実資・藤原隆家・藤原懐平の3名だけという有様だった。また、長和2年（1013年）に娍子が御所に参内した際に、通任がその仕切を行った事から、三条天皇から藤原道長に対して通任の正三位への昇叙が働きかけられた。しかし道長は、元来娍子の庇護者は兄弟の為任であり、通任はその代理をしたに過ぎない、と指摘して天皇の姿勢を批判し、通任の昇進は沙汰止みとなった。同年9月に娍子所生の当子内親王が斎宮に選定され、翌長和3年（1014年）10月に伊勢に下る際、通任は随従の長奉送使を務めるが、昼間の移動中は御輿の近くに侍らず、夜はまた頓宮の近くに侍らずといった有様で、その奉仕ぶりが非常に怠慢であったとの批判を受けている。
長和5年（1016年）三条天皇の退位・後一条天皇の即位に伴い、娍子所生の敦明親王が立太子し、通任は皇太子の外叔父となるとともに春宮権大夫を兼ねる。しかし、翌寛仁元年（1017年）三条上皇の崩御後間もなく、道長の強い圧力を受けて敦明親王は皇太子を辞退してしまった。治安3年（1023年）に正三位に昇進したのち、美作守・播磨権守・美作権守と地方官を兼帯して、長元8年（1035年）権中納言に至る。
後朱雀朝の長暦3年（1039年）6月薨去。享年66。最終官位は正三位権中納言。

## 官歴
- 寛和2年（986年） 7月22日：従五位下（太皇大后宮御給）
- 永延2年（988年） 正月29日：侍従
- 永延3年（989年） 3月4日：左兵衛佐
- 永祚2年（990年） 正月7日：従五位上（佐労）
- 正暦3年（992年） 8月28日：左兵衛権佐
- 正暦4年（993年） 3月9日：右近衛少将。11月15日：正五位下（春宮御給）
- 正暦5年（994年） 正月13日：備中介
- 正暦6年（995年） 正月7日：従四位下（少将労）
- 長徳2年（996年） 正月25日：春宮権亮（春宮・居貞親王）
- 長保元年（999年） 閏3月1日：右馬頭
- 時期不明：讃岐権守
- 寛弘8年（1011年） 6月13日：蔵人頭。10月5日：修理大夫。12月18日：参議、従四位上
- 寛弘9年（1012年） 正月27日：従三位（前坊亮労）
- 長和2年（1013年） 正月24日：備前守
- 長和3年（1014年） 9月20日：勅授帯劔
- 長和5年（1016年） 正月29日：春宮権大夫（春宮・敦明親王）
- 寛仁元年（1017年） 8月9日：止春宮権大夫
- 寛仁2年（1018年） 正月27日：播磨権守
- 寛仁4年（1020年） 11月29日：大蔵卿（去修理歟）。閏12月23日：皇太后宮大夫
- 治安3年（1023年） 正月6日：正三位。2月10日：美作守
- 治安4年（1024年） 正月20日：正三位 - 去年之叙如何（造宮修理大夫賞）
- 長元2年（1029年） 正月24日：播磨権守
- 長元7年（1034年） 正月29日：美作権守
- 長元8年（1035年） 10月14日：権中納言
- 長暦3年（1039年） 6月：薨去（正三位権中納言）

## 系譜
- 父：藤原済時
- 母：源延光の娘[4] - 源能正、源兼忠の娘ともいわれる[5]。
- 妻：藤原永頼の娘
  - 長男：藤原師成（1009年 - 1081年）
- 妻：藤原尊子（984年 - 1023年） - 藤原道兼の娘。もと一条天皇女御